# Thermoniphas kivuensis
Thermoniphas kivuensis is een vlinder uit de familie van de Lycaenidae. De wetenschappelijke naam van de soort is voor het eerst gepubliceerd in 2009 door Bernard d'Abrera.
De soort komt voor in Congo-Kinshasa.